# Nevadas en Argentina del 17 de julio de 2010

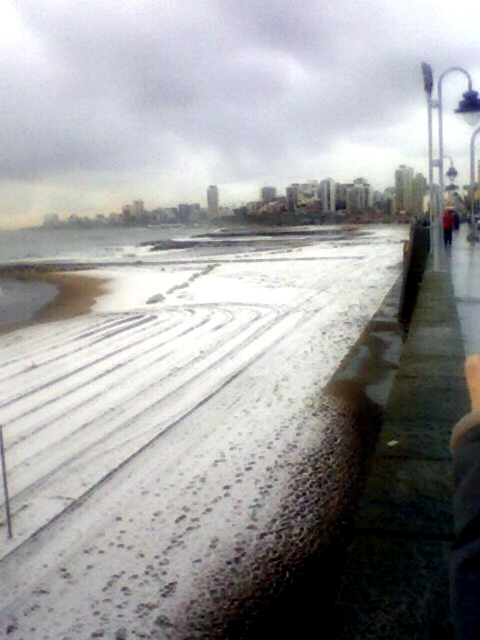
Nieve playa La Perla, Mar del Plata, 15 de Julio de 2010

Las Nevadas entre los días 17 y 19 de julio de 2010, fueron una serie simultánea de caída de nieve en lugares donde es inusual, y que afectaron a gran parte de la Argentina, pero más aún en las provincias de Salta, Tucumán, La Rioja y Mendoza. Entre los días 12 y 19 de julio de 2010, se verificó en prácticamente todo el territorio argentino, una importante oleada de aire frío, con características polares, que dejó consecuencias de toda índole, ya sea nieve en regiones poco habituales, récord de temperaturas mínimas y máximas, precipitaciones abundantes y la pérdida de varias vidas humanas. El domingo 11 en las últimas horas de la jornada, luego de que un sistema frontal frío barriera la región central de Argentina, y abriendo así el paso a una irrupción de aire frío con una trayectoria y extensión muy poco habitual para esta zona de Sudamérica.
Las nevadas más intensas se registraron en ciudades del centro de Argentina, como la Mendoza, y en el Noroeste del país, como Salta, Tucumán y La Rioja. También la nieve sorprendió, de manera moderada, a los habitantes de ciudades del interior bonaerense como Mar del Plata, Sierra de los Padres Lincoln, Villa Ventana y Coronel Pringles.

## Comienzo y desarrollo
El día sábado 10, un importante sistema de baja presión se desarrolló en el sur del Océano Pacífico y comenzó a bombear  aire frío hacia el norte. Durante ese día, el viento predominaba del norte y noreste en la mayor parte del centro y el norte de Argentina, con temperaturas templadas. El día domingo el importante sistema de baja presión ingresó por la Patagonia, entre las provincias de Santa Cruz y Tierra del Fuego, produciendo intensas nevadas. Al mismo tiempo un centro de alta presión (o anticiclón) se acercaba desde el Océano Pacífico. Entre ambos, movieron aire frío de origen polar hacia el norte, produciendo un frente frío (límite que separa dos masas de aire de diferentes características) que rápidamente fue ganando territorio en la Patagonia produciendo nevadas mientras se movía hacia el centro de Argentina. El aire frío era seco al haber pasado por la Cordillera de los Andes y descargando toda su humedad del lado oeste de la cordillera, del lado de Chile. Al mismo tiempo, el frente frío se conectaba a una vaguada en altura sobre el Océano Pacífico, que se movía hacia la cordillera central (entre Mendoza y San Juan). Hacia la tarde del día domingo 11 de julio, la vaguada comenzó a cruzar la cordillera central y produjo algunas horas con viento Zonda en San Juan y Mendoza (en el oeste de la franja central del país), donde ese día la temperatura máxima, por efecto del Zonda, se elevó hasta los 38C°, antes de que hacia la misma tarde el viento rotara al sector sur y descendieran muy marcadamente las temperaturas. Hacia la tarde-noche del domingo, el frente frío fue barriendo todo el centro de Argentina, dejando a su paso vientos fuertes del sur y sudoeste fríos y muy secos. El aire frío "chocó" con el aire más templado y húmedo existente, generando áreas de lluvias y tormentas que se extendieron primero por las provincias de La Pampa y Buenos Aires, y luego a Córdoba, Santa Fe y Entre Ríos a medida que el frente frío se desplazaba hacia el norte.

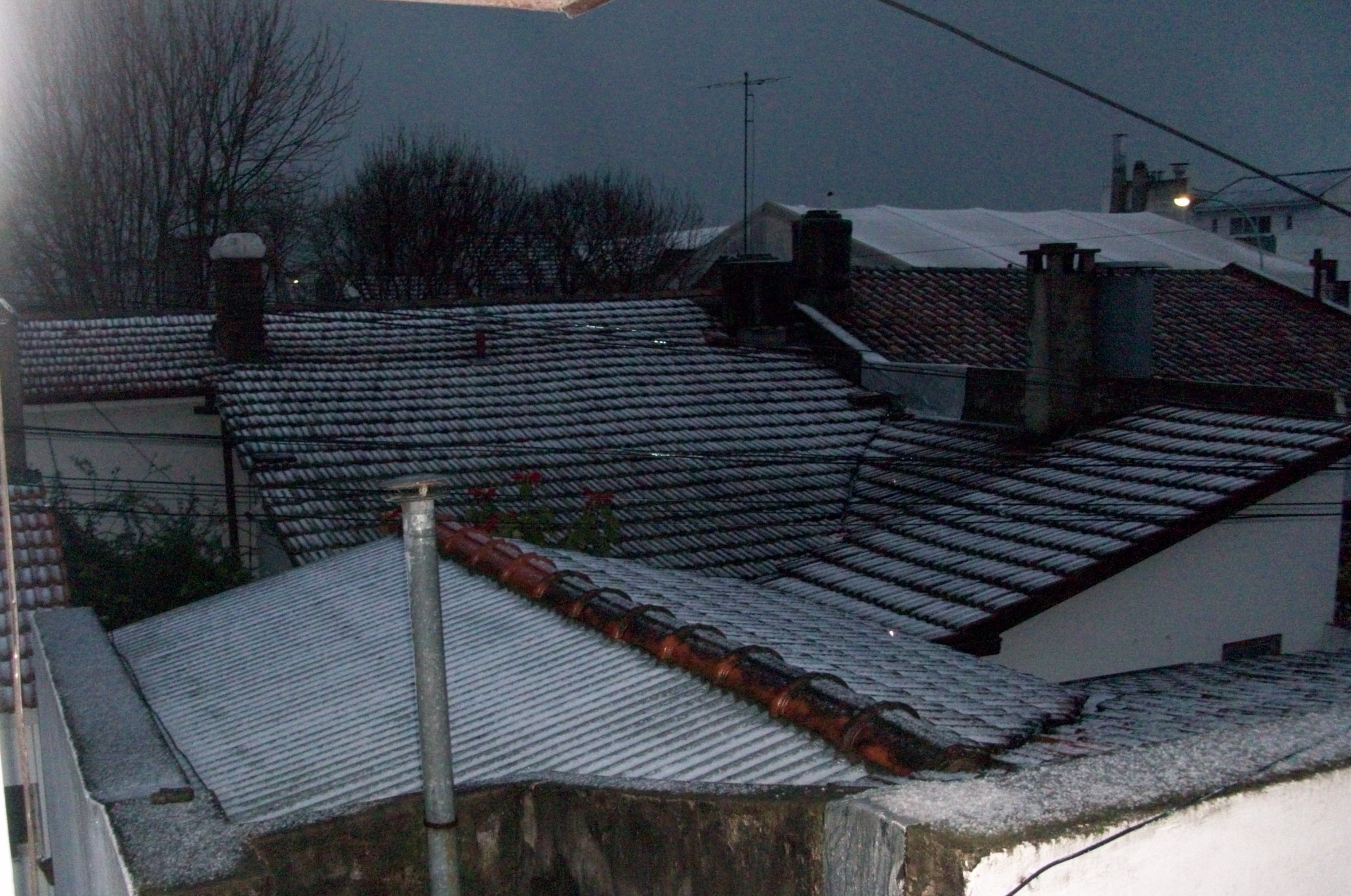
Techos nevados en el barrio de Nueva Pompeya, Mar del Plata, antes del amanecer, 15 de julio de 2010

Ya en el día lunes 12 de julio, el frío se hacía sentir muy fuerte en toda la Patagonia y buena parte del centro de Argentina. En algunos lugares de las mesetas de Santa Cruz, en el sur de la Patagonia, se registraban temperaturas mínimas tan bajas como -10C°. También en la franja central del país se registraban temperaturas muy bajas, como en la provincia de San Luis, donde la mínima llegaba a -2C°. También fueron bajas las temperaturas máximas, que en algunos casos no superaban los 10C°, aunque en general rondaron entre 13C° y 15C°. El avance de este primer pulso de aire frío le "abriría las puertas" a aire casi antártico que llegaría al centro de Argentina en los días siguientes.
En el día martes, el aire frío y muy seco se había adueñado de prácticamente toda la Argentina y de Uruguay. Los fuertes vientos del sur y sudoeste seguían aportando aire frío y seco desde la Patagonia haciendo que el día martes amaneciera con increíbles temperaturas de -5C° en zonas de la franja central de Argentina y de hasta -20C° en la localidad de Cañadón Chileno, en la provincia de Río Negro, Argentina. El aire bien continental hizo que los cielos permanecieran despejados durante la primera mitad de la semana.
El centro de alta presión se movió al sur de la provincia de Buenos Aires , generando vientos continentales del sur y sudoeste, muy fríos y secos. El importante sistema de baja presión, ya en el sur del Océano Atlántico, se fue moviendo hacia el este, atrayendo otro sistema de baja presión que estaba más al sudoeste, "abriéndole la puerta" al aire polar casi antártico. Ese nuevo y muy profundo centro de baja presión se movió hacia el norte justo al este de la Patagonia, comenzando a bombear nuevamente aire muy frío que por el día miércoles se mantuvo en la Patagonia. A la vez, un nuevo centro de alta presión se movió hacia la Patagonia, pero esta vez tomará un camino más oceánico y no tan continental como el anticiclón anterior. Coincidentemente, un pulso de aire frío en niveles medios de la atmósfera moviéndose hacia el este, comenzaba a acercarse hacia la cordillera principal, al oeste de Mendoza y San Juan, en la franja central de Argentina.
En el día miércoles 14 de julio, nuevamente se registraron temperaturas mínimas muy bajas. El nuevo sistema de baja presión , moviéndose hacia el norte hasta llegar justo al sur de la provincia de Buenos Aires, comenzó a generar vientos del sudeste provenientes del Atlántico, y por lo tanto, húmedos. En la tarde del miércoles, el nuevo y potente pulso de aire frío empezó a cruzar la franja central de Argentina. Los vientos rotaron del sudoeste al sudeste, y empezaron a aportar aire muy frío y húmedo. En el oeste de la franja central, la humedad se fue condensando debido a las bajas temperaturas, y como resultado, el cielo empezó a nublarse. En la noche del miércoles, Mendoza reportaba caída de chaparrones que en todo caso todavía eran de lluvia, al igual que el sudeste de Buenos Aires, como Mar del Plata. Aunque en el resto de la franja central argentina había humedad, esta no era suficiente como para hacer lluvia.
El día jueves 15 de julio amaneció nevando muy copiosamente en la ciudad de Mendoza, siendo esta una de las nevadas más fuertes de los últimos 30 años; la temperatura era de -2C°. Había estado nevando desde la madrugada hasta el mediodía del jueves, y los parques se llenaron de personas que disfrutaban el día blanco. Luego a la tarde se despejó completamente y la temperatura se elevó solo hasta los 5C°. Luego al atardecer se volvió a nublar y comenzó a nevar nuevamente. En Mar del Plata también se informó sobre la caída de nieve, que cubriò con un fno manto blaco algunas playas de la zona de La Perla y el área aledaña de Sierra de los Padres.
Hacia el día viernes las nevadas se movieron hacia el Noroeste Argentino, produciendo inusuales nevadas en provincias como La Rioja, Catamarca, Tucumán, Salta y Jujuy. La extraordinaria ola de frío polar se extendió incluso hasta el centro de Bolivia.
En el día sábado, debido al frío, se formó un muy potente anticiclón en el centro de Argentina, uno de los más intensos desde que se tiene registro, que produjo heladas severas de hasta -8C°, como fue el caso de Tandil, en la provincia de Buenos Aires.